# Kotoko (film)
Kotoko è un film del 2011 diretto da Shin'ya Tsukamoto e interpretato da Cocco e dallo stesso Tsukamoto. È stato presentato in anteprima in Italia alla 68ª Mostra del cinema di Venezia, dove ha vinto il premio Orizzonti per il miglior film.

## Trama
Kotoko, una giovane donna che vive da sola col figlio neonato, è afflitta da una strana forma di visione doppia per cui viene aggredita dalla copia delle persone che incrocia. Prendersi cura del suo piccolo si trasforma in un incubo quando la madre diventa paranoica. L'unico momento in cui la madre non vede doppio è quando canta. Trova altresì una sorta di conforto nel tagliarsi, facendo in modo che il sangue grondi liberamente per sentirsi viva. Ne deriva una tormentata caduta della sua stabilità mentale. Quando perde il controllo degli eventi, il suo bambino le verrà sottratto, e sarà affidato alla sorella di lei.
Comincia una tormentosa relazione con un famoso scrittore, che si innamora di lei dopo averla vista cantare su di un autobus. Il loro rapporto è basato sul reciproco farsi violenza fisica. Lui però scompare dalla sua vita proprio quando il figlio può tornare a casa dalla madre. Ciò causa un crescente disagio psicologico, e nell'apice del delirio paranoide Kotoko strangola il figlio.
Segue una lunga allucinazione, al cui risveglio lei realizza di trovarsi in un ospedale psichiatrico. Nel finale vediamo che sono passati anni, e il figlio, vivo, va spesso a trovare la madre regalandole origami. Lui non le parla ma lei lo riconosce, e lo saluta timidamente dalle finestre dell'ospedale.

## Produzione
Il film è basato su un soggetto originale scritto dall'artista J-pop Cocco, qui al suo debutto da attrice, la quale si è occupata anche delle musiche.

## Distribuzione
La prima mondiale del film è avvenuta alla 68ª Mostra del cinema di Venezia, dove si è aggiudicato il premio Orizzonti per il miglior film, prima pellicola giapponese a raggiungere tale traguardo.

## Riconoscimenti
- 2011 - Mostra internazionale d'arte cinematografica
  - Premio Orizzonti per il miglior film